# Parnahyba Sport Club
El Parnahyba Sport Club es un equipo de fútbol de Brasil que juega en el Campeonato Piauiense, la primera división del estado de Piauí.

## Historia
Fue fundado el 1 de mayo de 1913 en el municipio de Parnaíba del estado de Piauí y es el club de fútbol más viejo del estado, fue uno de los primeros equipos en participar en los torneos estatales, además de ser uno de los equipos fundadores de la unificación del Campeonato Piauiense en 1941, logrando ganar ocho título estatales durante el periodo aficionado.
Tras medio siglo sin obtener títulos gana el Campeonato Piauiense y la Copa Piauí en 2004 y con ello logra la clasificación para la Copa de Brasil de ese año en donde es eliminado en la primera ronda por el Nacional Futebol Clube del estado de Amazonas por la regla del gol de visitante. Un año vuelve a ser campeón estatal por primera vez al vencer en la final al Piauí Esporte Clube, obteniendo la clasificación para el Campeonato Brasileño de Serie C de ese año y a la Copa de Brasil de 2006. En la tercera división nacional es eliminado en la primera ronda al terminar en último lugar de su zona.
En 2006 en la Copa de Brasil es eliminado en la primera ronda por el ABC Futebol Clube del estado de Río Grande del Norte al perder ambos partidos por 0-1 y 1-5, mientras que en ese año se corona bicampeón estatal al vencer en la final al Barras Futebol Clube.
En 2007 participa en la Copa de Brasil donde es eliminado en la primera ronda por el Clube Náutico Capibaribe del estado de Pernambuco al perder ambos partidos por 1-2 y 0-6, el mayor resultado que hubo en esa edición de la copa, mientras que en el torneo estatal es eliminado en semifinales.
Fue hasta 2012 que el club se corona campeón estatal, mismo año en el que gana la copa Piauí por segunda vez, obteniendo la clasificación por primera vez para el Campeonato Brasileño de Serie D y la Copa de Brasil de 2013. En la cuarta división nacional es eliminado en la primera ronda al terminar en tercer lugar de su zona, terminando en el lugar 20 entre 40 equipos; mientras que en la copa nacional es eliminado en la primera ronda por el ABC Futebol Clube del estado de Río Grande del Norte con marcador de 1-3. En ese mismo año vuelve a ser bicampeón estatal.
En 2014 participa nuevamente en la Copa de Brasil donde es eliminado en la primera ronda por el Ceará SC del estado de Ceará al perder ambos partidos por 0-1 y 1-4.
En 2017 pierde la final del Campeonato Piauiense ante el River Atlético Clube, pero gana la Copa Piauí de ese año y logra la clasificación a la Copa de Brasil de 2018, donde es eliminado por el Coritiba FC del estado de Paraná.

## Palmarés

### Estatal
- Campeonato Piauiense: 13

1916, 1919, 1924, 1925, 1927, 1929, 1930, 1940, 2005, 2006, 2012, 2013
- Copa Piauí: 3

2004, 2012, 2017
- Copa Gobernador Alberto Silva: 1

1988

### Regional
- Campeonato Parnaibano: 9

1941, 1942, 1944, 1945, 1946, 1954, 1961, 1965, 1967